# Ponte Alta do Norte
Ponte Alta do Norte is een gemeente in de Braziliaanse deelstaat Santa Catarina. De gemeente telt 3.677 inwoners (schatting 2009).